# اسپرس خوئی
اسپرس خوئی (نام علمی: Onobrychis szovitsii) نام یک گونه از سرده اسپرس است.